# Temelucha lanceolata
Temelucha lanceolata är en stekelart som beskrevs av Dasch 1979. Temelucha lanceolata ingår i släktet Temelucha och familjen brokparasitsteklar. Inga underarter finns listade i Catalogue of Life.